# Boberg (Bad Salzuflen)
Der Boberg ist ein 266 m ü. NHN hoher Berg im Gebiet der Stadt Bad Salzuflen im nordrhein-westfälischen Kreis Lippe in Deutschland.

## Lage
Der Boberg ist Teil des Lipper Berglands und der höchste Berg im Gebiet der Stadt Bad Salzuflen. Er befindet sich etwa 4,8 Kilometer östlich des Bad Salzufler Stadtzentrums beim zum Stadtteil Wüsten gehörenden Ortsteil Pillenbruch.
Am Osthang des Berges werden heute mehrere Windkraftanlagen betrieben. Auf dem Berg befindet sich auch ein Mobilfunkmast.

## Name
Der Name des im Jahr 1411 erstmals erwähnten Berges leitet sich vermutlich vom mundartlichen boben = oben ab – weil er höher als die benachbarten Berge ist. Der Boberg wurde in früheren Zeiten, als dort um 1900 eine Windmühle in Betrieb genommen wurde, auch Windberg genannt. Die Windmühle wurde schon vor dem Ersten Weltkrieg wieder abgerissen.
Aus der Zeit stammt auch der Name der an den ehemaligen Windberg führenden Windbergstraße.

## Landschaftsschutzgebiet
Entlang der Windbergstraße ist das Landschaftsschutzgebiet „Seitenbach der Glimke am Boberg“ ausgewiesen.

## Wanderwege
Am Boberg entlang verläuft der vom Vierenberg kommende „Karl-Bachler-Weg“, ein 77 Kilometer langer Fernwanderweg, der Bad Salzuflen und die niedersächsische Stadt Rehburg-Loccum im Landkreis Nienburg/Weser verbindet.